# Christophe Detilloux
Christophe Detilloux (Rocourt, 3 de maig de 1974) va ser un ciclista belga, professional del 1996 al 2007.

## Palmarès
- 1997
  - 1r al Boucle de l'Artois

### Resultats a la Volta a Espanya
- 1999. Abandona (5a etapa)
- 2006. Fora de control (19a etapa)

### Resultats al Giro d'Itàlia
- 2002. 118è de la classificació general
- 2004. Abandona (16a etapa)
- 2006. Abandona (3a etapa)